# Sebastes varispinis
Sebastes varispinis és una espècie de peix pertanyent a la família dels sebàstids i a l'ordre dels escorpeniformes.

## Etimologia
El seu epítet, varispinis, prové del llatí i vol dir "espines variables" (en referència a les 12 o 13 espines que presenta al dors).

## Descripció
Els joves es diferencien d'altres espècies d'aquest gènere per tindre l'interior de la boca i de la cavitat branquial de color negre, la mandíbula inferior sortint, una certa tendència a reduir el nombre d'espines dorsals de 13 a 12 i escates ctenoides en comptes de cicloides.

## Reproducció
És de fecundació interna i vivípar.

## Hàbitat i distribució geogràfica
És un peix marí i batidemersal (entre 0 i 500 m de fondària), el qual viu al Pacífic oriental central: el golf de Califòrnia.

## Observacions
És inofensiu per als humans, el seu índex de vulnerabilitat és d'alt a molt alt (66 de 100) i només se'n coneixen espècimens joves.